# Puy de Monne
Le puy de Monne est un sommet des monts Dore dans le Massif central.

## Géographie
Le puy est situé dans le Puy-de-Dôme entre les communes de Mont-Dore et de Chambon-sur-Lac, au nord du puy de Barbier et au sud du puy de la Tache, sur une ligne de crête.